# Dorfkirche Herzberg (Obere Warnow)

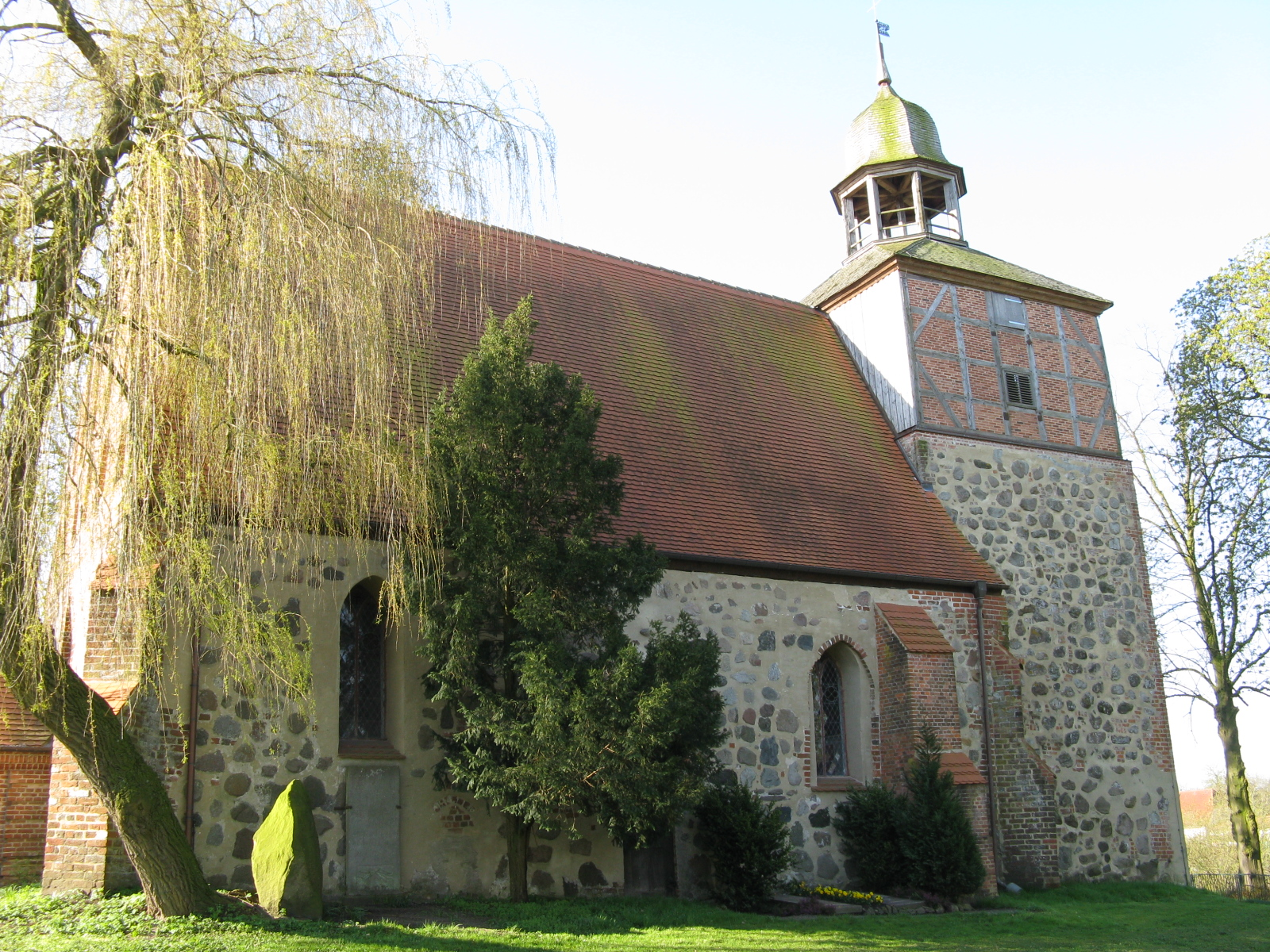
Nordseite mit Turm (2008)

Die Dorfkirche Herzberg ist ein 600 Jahre alter Kirchenbau in Herzberg, einem Ortsteil der Gemeinde Obere Warnow im Landkreis Ludwigslust-Parchim in Mecklenburg-Vorpommern.

## Geschichte
Nach einer mittelalterlichen Sage soll die Familie von Plessen als Gutsherr auch die Kirche in Herzberg gegründet haben, doch in Urkunden gibt es dazu keine Belege.  Bis 1793 hielten sie das Guts- und Kirchenpatronat, danach wechselte es öfters die Besitzer.

## Baubeschreibung

### Äußeres
Die Kirche ist ein gotischer Feld- und Backsteinbau von Ende des 14. oder Anfang des 15. Jahrhunderts. Der vorgesetzte quadratische Westturm ist in halber Höhe aus Feldsteinen errichtet und darüber mit einem Fachwerkaufsatz ausgeführt worden. Über einem flachen Zeltdach befindet sich eine mit acht hölzernen Säulen versehene offene Laterne mit geschweifter Haube und der Wetterfahne. Das Eingangsportal auf der Westseite des Turmes ist als Hauptzugang zur Kirche mit einem aus Backsteinen gemauerten Korbbogen versehen.
Am Blendgiebel und den Seitenwänden befinden sich Strebepfeiler. Zwei zweiteilige gotische Spitzbogenfenster befinden sich in den Seitenwänden sowie ein Fenster in der Ostwand. Unterhalb des blendverzierten Giebels der Ostwand steht als Anbau eine der Familie von Maltzahn gehörige Grabkapelle. Das inzwischen zugemauerte Portal an der Südseite des Langhauses hat eine einfache, aus vier gewöhnlichen Kanten gebildete Wandung und spitzbogige Laibung ohne Kapitellband. 1997–1999 erfolgten umfangreiche Sicherungs- und Sanierungsarbeiten an und in der Kirche.

### Inneres
Der Kircheninnenraum ist mit einer flachen verbretterten Holzbalkendecke versehen. An den Seitenwänden sind im Mauerwerk Ansätze für ein Gewölbe erkennbar. Der Kirchenbau war ursprünglich auf zweijochige Wölbung angelegt. Am Eingang von der Turmseite befindet sich an der Innenwand ein eingemauertes steinernes Weihwasserbecken. Die Inneneinrichtung ist schlicht gehalten. Das Buntglasfenster im Ostgiebel über dem Altar mit dem Gleichnis von den klugen und törichten Jungfrauen schuf 1964 der Rostocker Künstler und Restaurator Lothar Mannewitz.

#### Altar, Kanzel
Bei den Renovierungsarbeiten von 1959 bis 1960 wurden der neugotische Altar und die herrschaftliche Empore  mit den Wappenmalereien der Familie von Treuenfels, von Plessen und von Sperling von 1741 entfernt. Die spätbarocke Kanzel und der hölzerne Taufbehälter in Form eines Bechers mit dem Gesicht der Putte mit goldverzierten Flügeln blieben erhalten.

#### Orgel
Die Orgel mit fünf Registern auf einem Manual und Pedal wurde 1905 durch den Orgelbauer Marcus Runge gebaut und steht auf der Westempore. Mit der Restaurierung des damals vernachlässigten Instruments wurde 2012 durch Giso Weitendorf aus Schwaan begonnen. Durch den Orgelbaumeister Andreas Arnold vom Mecklenburger Orgelbau aus Plau am See wurde die Orgel von 2014 bis 2015 weiter restauriert und wieder spielbar gemacht.
Einer Sage nach hat der Edelmann von Herzberg als Patron der Kirche nach Bitten des Pastors durch einen Lübecker Orgelbauer eine neue Orgel bauen lassen. Da die Kirchenkasse sehr schmal war, gebe der Patron auch das meiste dazu. Gesagt, getan. Der Orgelbauer kam und baute die neue Orgel. Der Baron besah sich das neue Stück und der Pastor solle nun mal spielen, er möchte hören, wie die Orgel klingt. Der Pastor weigerte sich und sagte: dat geiht blot tau’n gottesdienstlichen Anlaß. Dor möten sei bät Sünndag täuben (warten). Wenn der Pastor die Orgel jetzt nicht spiele, bezahle der Patron auch nicht. Was blieb dem Pastor übrig, er spielte die Orgel.

#### Glocken
Im Turm befanden sich um 1900 zwei Glocken. Die größere, nicht mehr vorhandene mit 92 cm Durchmesser hatte auf der einen Seite des Feldes den Namen des FRIEDRICH CARL ALBRECHT, BARON VON MALTZAHN. Auf der anderen Seite stand am unteren Rand der Name des Wismarer Gießers PETER MARTIN HAUSBRANDT 1840. Auf der kleinen 1622 gegossenen „Gebetsglocke“ mit 51 cm Durchmesser befindet sich neben einer schlecht lesbaren Inschrift ein Gießerzeichen. Heute soll noch eine Glocke von 1962 vorhanden sein.

## Pastoren
Namen und Jahreszahlen bezeichnen die nachweisbare Erwähnung als Pastor.
- 1526–1545: Joachim Voß
- 1591–1609: Lazarus Schlüter, aus Parchim
- 1609–1634: Jacob Cotelmann, aus Teterow als Schwiegersohn von Schlüter
- 1646–1681: Conrad Crato, aus Corbach in Waldeck
- 1684–1722: Daniel Wilhelm Kaphingst, aus Schwerin
- 1899–1928: Andreas Becker
- 1928–1931: Werner Schumacher
- 1931–1944. Georg Bergter

## Heutige Kirchengemeinde
Herzberg mit Lenschow gehören zur Evangelisch-Lutherischen Kirchengemeinde Granzin mit Pfarrsitz an der Dorfkirche Benthen. Die Kirchengemeinden gehören zur Kirchenregion Parchim in der Propstei Parchim des Kirchenkreises Mecklenburg der Evangelisch-Lutherischen Kirche in Norddeutschland.